# 戴維·巴斯 (足球運動員)
戴維·巴斯（義大利語：Davide Bassi；1985年4月12日—）是一位意大利足球運動員。在場上的位置是守門員。他現在效力於意大利足球甲級聯賽球隊恩波利足球俱樂部。